# Мансурово (Бірський район)
Мансу́рово (рос. Мансурово, башк. Мансур) — присілок у складі Бірського району Башкортостану, Росія. Входить до складу Старопетровської сільської ради.
Населення — 10 осіб (2010; 19 у 2002).
Національний склад:
- татари — 100 %